# Cunha Baixa
Cunha Baixa ist eine Gemeinde (Freguesia) im portugiesischen Kreis Mangualde. In ihr leben 801 Einwohner (Stand 19. April 2021).